# Zazdrość o członek
Zazdrość o członek (niem. Penisneid, ang. penis envy) – w klasycznej psychoanalizie żeński odpowiednik kompleksu kastracyjnego, zazdrość dziewczynek o posiadanie członka przez chłopców, wynikająca z odkrycia różnic anatomicznych między płciami. W życiu dorosłym zazdrość może przyjąć różne patologiczne lub wysublimowane formy.
Pojęcie w nurtach neopsychoanalitycznych (zob. Karen Horney) jest interpretowane jako chęć osiągnięcia przez kobiety pozycji mężczyzn w patriarchalnym społeczeństwie – członek staje się tu symbolem praw i możliwości mężczyzn, które w takich społeczeństwach nie są dostępne dla kobiet. Jak pisze amerykańska badaczka i feministka Kate Millett, kobiety nie zazdroszczą mężczyznom penisa, lecz możliwości, jakie daje posiadanie penisa [bycie mężczyzną].